# Lily LaBeau
Pour les articles homonymes, voir Labeau.
Lily LaBeau est le nom de scène d'une actrice pornographique américaine, née le  20 janvier 1991.

## Biographie
Née dans l'État de Washington, Lily LaBeau s'installe en Arizona avec ses parents à l'âge de 9 ans. Après avoir participé à des concours de beauté lorsqu'elle était adolescente, elle débute comme modèle pour vêtements à l'âge de 17 ans. Elle pose ensuite comme modèle (non nue) sous le nom de Lily Luvs, pour le site LilyLuvs.com. Elle débute dans l'industrie pornographique à la fin de l'année 2009. En 2010, elle s'installe à Los Angeles. Début 2013, elle reçoit le XBIZ Award de la meilleure actrice pour sa prestation dans Wasteland, conjointement avec Lily Carter.
Parallèlement à sa carrière à l'écran, elle est l'une des rares actrices pornographiques à revendiquer avoir pratiqué l'escort de luxe de manière occasionnelle, en Suisse, « par le biais d’une agence très prestigieuse aux tarifs élevés »
Dans un billet publié quelques jours plus tard, à l'occation de l'AVN Adult Entertainment Expo, CNBC la range parmi les 12 actrices pornographiques les plus populaires.
Lily LaBeau partage sa vie avec une femme qu'elle a rencontré sur un tournage en 2018.
Elle se définit comme bisexuelle avec une préférence pour les femmes.

## Distinctions

### Récompenses
- CAVR Award 2010 : Next Star of Year[7]
- XBIZ Awards 2013 :
  - Meilleure actrice dans un film scénarisé (Best Actress - Feature Movie) pour Wasteland[8]
  - Meilleure scène dans un film scénarisé (Best Scene - Feature Movie) pour Wasteland[8]

### Nominations
- XBIZ Award 2011 : New Starlet of the Year[9]
- XRCO Award 2011 : Best New Starlet[10]

## Filmographie sélective
Filmographie érotique
- 2012 : Wasteland : Jacky

Filmographie pornographique
Le nom du film est suivi du nom de ses partenaires lors des scènes pornographiques.
- 2009 : Full Service Detail avec Joe Blow
- 2010 : Bitch Banging Bitch 3 avec Proxy Paige
- 2010 : Mother-Daughter Exchange Club 13 avec Darryl Hanah et Proxy Paige
- 2011 : Belladonna's Party of Feet 3
- 2011 : Spider-Man XXX: A Porn Parody
- 2012 : Mother-Daughter Exchange Club 22 avec Brandi Love
- 2012 : Women Seeking Women 86 avec Angela Sommers
- 2012 : Women Seeking Women 88 avec Samantha Saint
- 2012 : Lesbian Adventures: Wet Panties Trib 2 avec Bobbi Starr
- 2012 : Girls Kissing Girls 9 avec Lily Carter
- 2012 : Girls Kissing Girls 11 avec Janessa Jordan
- 2013 : Women Seeking Women 95 avec Veruca James
- 2013 : KissMe Girl 18 avec Casey Calvert
- 2014 : Tombois 3 avec Valentina Nappi
- 2014 : Lesbian Sex Society avec Amber Rayne
- 2015 : Women Seeking Women 121 avec Sinn Sage
- 2016 : Tight Anal Sluts 2 avec Mike Adriano
- 2017 : Lesbian Adventures: Strap-On Specialists 11 avec Jenna Sativa
- 2017 : Women Seeking Women 147 avec Scarlett Sage (scène 1) ; Dolly Leigh (scène 3)
- 2018 : Dark Mirror avec Eva Lovia
- 2018 : Pristine Lily Labeau avec Abella Danger (scène 2) ; Charlotte Stokely (scène 3); Ivy Wolfe (scène 4)